# Артур Непокойчицки
Артур Адамович Непокойчицки (на руски: Артур Адамович Непокойчицкий; на полски: Artur Niepokojczycki) е руски офицер, генерал от пехотата. Участник в Руско-турската война (1877 – 1878).

## Биография
Артур Непокойчицки е роден е на 8 декември 1813 г. в Слуцк в семейството на потомствен дворянин. Ориентира се към военното поприще. Завършва Пажеския корпус (1832). Действителна военна служба започва с производство в първо офицерско звание прапорщик с назначение в лейбгвардейския Преображенски эполк.
Участва в Кавказката война (1841 – 1847. Повишен е във военно звание генерал-майор от 1849 г. Участва в Унгарската кампания (1848 – 1849).
По време на Кримската война (1853 – 1856) се бие при Браила, Мачин, обсадата на Силистра и отбраната на Севастопол. Началник на щаба на 5-и армейски корпус. Повишен е във военно звание генерал-лейтенант от 1855 г. Началник на щаба на 5-а армия. Награден е с висшия военен Орден „Свети Александър Невски“. Повишен е последователно в звание генерал от пехотата от 1868 г. и генерал-адютант от 1874 г. Председател на военно-кодификационната комисия (1859 – 1876). Член на Военния съвет на Руската армия от 1874 г. Разработва основите на плана за кампанията в Средна Азия.
Участва в Руско-турската война (1877 – 1878). При подготовката на войната е назначен за началник на Полевия щаб на Действащата руска армия. Участва под командването на император Александър II, великия княз Николай Николаевич и военния министър генерал-лейтенант Дмитрий Милютин в реализиранено на стратегическия план на войната, разработен от генерал-лейтенант Николай Обручев. Непрекъснато е на театъра на военните действия и неотклонно следва плана на войната. Негов помощник и близък сътрудник е генерал-майор Казимир Левицки. Управлява с невъзмутимо спокойствие планирането и реализирането на военните операции. Поощрява маневрените действия на временно сформирани сборни отряди и колони при реализирането на оперативни задачи. Взема участие при определянето на стратегическите решения за хода на войната на съвещания при императора и военни съвети.
Не на всички съвременници обаче се харесва неговата неторопливост (мудност), ролята му на посредник при уреждането на конфликтите във висшето руско командване и неуредиците в материалното снабдяване на войската от компанията „Грегер, Горвиц и Коган“. На 19 януари 1878 г. заедно с генерал-майор Казимир Левицки подписва Одринското примирие.
Награден е с орден „Свети Георги“ III ст. за преминаването на река Дунав при Зимнич – Свищов и орден „Свети Георги“II ст. за превземането на Плевен.
След войната е член на Държавния съвет от 1878 г. Назначен е за почетен командир на 54-ти Мински пехотен полк.